# Aeroportul Internațional Urgench
Aeroportul Internațional Urgench (în uzbecă Urganch Xalqaro Aeroporti) (IATA: UGC, ICAO: UTNU) este un aeroport din Urghenci, Xorazm Region⁠(d), Uzbekistan ce deservește zona Urghenci. Aeroportul a fost tranzitat în 2019 de 360.000 de pasageri. A fost numit după zona deservită.
Situat la o altitudine de 97 m, aeroportul dispune de 1 pistă. Este operat de Uzbekistan Airways⁠(d).

## Infrastructură

### Piste
Aeroportul dispune de o singură pistă. Pista 13/31 are suprafața de asfalt. 